# 金原亭杏寿
金原亭 杏寿（きんげんてい あんじゅ、1988年12月17日 - ）は、落語協会に所属する落語家。本名∶川満 彩杏（かわみつ あい）。血液型A型。

## 経歴
沖縄県那覇市出身（浦添市で生まれ、宜野湾市から那覇市へと引っ越し）。那覇市立神原中学校から沖縄県立小禄高等学校へ進学。将来は保育士になろうと思っていたが、高校2年生の時に所属していた吹奏楽部の友人達と遊びに行った那覇祭りでスカウトされたのを機に地元・沖縄でタレント活動を開始。沖縄県を中心にCM、ドラマ、モデル、舞台、ラジオなどで活躍。
沖縄を舞台にした2012年度後期放送のNHK朝ドラ『純と愛』ではヒロインオーディションで最終選考の12名まで残り、ヒロインは逃したが、主人公役の夏菜の兄役・速水もこみちと政略結婚をする花嫁役で出演した。2016年に上京し、芸能事務所エージェントオフィスタクトに所属。
タレント時代に受けていた演技レッスンの講師が後に師匠となる金原亭世之介と知り合いで、「芝居の勉強になるから」と勧められ世之介の独演会を観に行き、そこで落語の表現力に衝撃を受け弟子入りを志願する。事務所を辞め落語家に転身し、2017年11月、金原亭世之介に二番弟子として入門。2019年5月21日、三遊亭小吉、古今亭菊一、林家ひこうきと共に前座となる。前座名「杏寿」。
2023年2月中席より、柳亭市松、古今亭菊正と共に二ツ目に昇進。沖縄出身の落語家として二ツ目昇進は立川笑二に次いで2人目、女性では初となる。

## 芸歴
- 2017年11月 - 金原亭世之介に入門。
- 2019年5月 - 前座となり、「杏寿」と名乗る。
- 2023年2月 - 二ツ目昇進。

## エピソード
- 「杏寿」の由来は、本名の「彩杏」から「杏」、末永く芸ができるように「寿」、フランス語で“天使”を意味する「ange（アンジュ）」から。女子落語にとどまらずいつか落語界を救ってくれるほどの逸材になって欲しいという意味が込められている[11]。
- 初めて覚えた演目は「道灌」。思い出の演目は「宮戸川」「たちきり」[11]。
- 昔からゲームやテレビ、漫画や本が好きで視力が悪く、小学校3年の頃からメガネっ子である[12]。
- 2020年のインタビューで、「男性9人組アイドルグループ「MeseMoa.（めせもあ。）」のリーダーの白服さんという方が大好き。一緒に写真を撮ったり、握手会に並んだこともあります。」と語っている[13]。

## 出演

### タレント時代
- NHK 連続テレビ小説「純と愛」比嘉愛子役
- BS日テレ「ありんくりん沖縄」リポーター
- 沖縄FM「Radio dub」パーソナリティ
- NHK沖縄「沖縄金曜クルーズきんくる」レギュラー
- FMぎのわん「川満彩杏のあにまるcompany」
- 東京ガールズコレクション㏌沖縄　ランウェイモデル[14]
- 2008年 映画「サーダカー」
- 2009年 ドラマ「琉神マブヤー外伝 SO!ウチナー」
- 2011年 ドラマ「ハルサーエイカー」
- 2012年 映画「ぱいかじ南海作戦」
- 2012年 アニメ「はいたい七葉」我那覇ひめの役
- 2013年 映画「ハルサー愛」
- 2014年 映画「ハイサイゾンビ」
- 2014年 舞台「後藤を待ちながら」
- 2016年 映画「沖縄を変えた男」

### 落語家時代

#### テレビ
- 『WAGEI』（テレ朝動画、2021年6月3日）
- 『たけしの“これがホントのニッポン芸能史”』（NHK BSプレミアム、2021年10月16日）
- 『GODドクター』（千葉テレビ、2022年1月4日～）- 香川 来海（かがわ くるみ） 役
- 『ちむどんどん』（NHK、2022年4月15日） - ウェイトレス 役
- 『フェンス』（WOWOWプライム、2023年3月19日 - ）
- 『笑点 特大号』（BS日テレ、2023年5月3日）[15]

#### 映画
- 『二つ目物語』（2022年、林家しん平監督）- 桜家てまり 役
- 『忍獣大戦記 蛇龍対號羅』（2023年公開予定、林家しん平監督）

#### CM
- 『シン日本酒噺2024』（文化庁youtube、2024年12月）[16]

## CD
- 『品川心中』 2023年5月17日発売、テイチクエンタテインメント[17]